# Bắn súng ánh sáng
Trò chơi bắn súng ánh sáng (tiếng Anh gọi là light gun shooter, light gun game hay đơn giản là gun game) là một thể loại trò chơi bắn súng. Thiết kế chủ yếu của thể loại này là nhắm và bắn bằng bộ điều khiển có hình khẩu súng. Đa phần các game này đều xoay quanh việc nhân vật chính nhắm bắn các mục tiêu, có thể là đối thủ hoặc các vật thể vô tri vô giác. Các trò chơi bắn súng ánh sáng thường có chủ đề hành động hoặc kinh dị, một số có cách xử lý hài hước, nhại lại những quy định này. Những game này thường có tính năng di chuyển "trên đường ray", nghĩa là người chơi chỉ điều khiển việc nhắm mục tiêu; trò chơi sẽ tự kiểm soát chuyển động của nhân vật chính. Các trò chơi dùng thiết bị này đôi khi gọi là "trò chơi bắn súng trên đường ray", mặc dù thuật ngữ này cũng áp dụng cho trò chơi thuộc thể loại khác cũng có tính năng chuyển động "trên đường ray". Một số game sau này cho phép người chơi kiểm soát chuyển động tốt hơn, trong khi những trò chơi khác thì nhân vật chính vẫn không hề di chuyển.
Trò chơi bắn súng ánh sáng thường sử dụng bộ điều khiển gọi là "súng ánh sáng", vì chúng hoạt động thông qua việc sử dụng cảm biến ánh sáng. Tuy nhiên, không phải tất cả "trò chơi súng ánh sáng" đều sử dụng súng bắn ra ánh sáng quang học, một số cũng sử dụng thiết bị trỏ thay thế như súng định vị hoặc bộ điều khiển chuyển động. Trò chơi cơ học sử dụng súng ánh sáng đã có mặt từ thập niên 1930, mặc dù chúng hoạt động không giống như trong trong trò chơi video. Trong suốt thập niên 1970, các trò chơi điện tử dần thay thế các trò chơi cơ học và trong thập niên 1980, xuất hiện các game sử dụng súng ánh sáng nổi bật như Duck Hunt. Thể loại này phổ biến nhất vào thập niên 1990 sau khi Virtua Cop ra mắt, công thức của nó sau đó được Time Crisis cải tiến. Gần đây thể loại này ít phổ biến hơn do bị cản trở bởi các vấn đề tương thích, nhưng vẫn giữ nguyên sức hút đối với những người hâm mộ lối chơi "old school".

## Định nghĩa
"Bắn súng ánh sáng", "trò chơi súng ánh sáng" hoặc "trò chơi súng" là trò chơi trong đó nhân vật chính ngắm bắn vào mục tiêu, có thể là đối thủ hay đối tượng, và sử dụng bộ điều khiển hình súng (gọi là "súng ánh sáng") với mục tiêu của người chơi. Mặc dù các trò chơi súng ánh sáng có thể có góc nhìn thứ nhất, nhưng chúng khác với các game bắn súng góc nhìn thứ nhất, vốn sử dụng nhiều thiết bị đầu vào thông thường hơn. Các trò chơi súng ánh sáng có chuyển động "trên đường ray" đôi khi được gọi là "game bắn súng trên đường ray", mặc dù thuật ngữ này cũng áp dụng cho các loại game bắn súng khác có chuyển động tương tự. Bản thân súng ánh sáng được gọi như vậy vì nó hoạt động bằng cảm biến ánh sáng: khi bóp cò khẩu súng sẽ kích hoạt chức năng phát hiện ánh sáng phản xạ ra từ các mục tiêu trên màn hình.

## Thiết kế

Duck Hunt. Trò chơi hiển thị qua góc nhìn của nhân vật chính; người chơi sử dụng bộ điều khiển súng ánh sáng để nhắm mục tiêu là con vịt trên màn hình.

Các mục tiêu trong game bắn súng ánh sáng thường là để đe dọa những kẻ xấu như tội phạm, khủng bố, thây ma, hoặc chúng có thể là những vật vô tri vô giác như quả táo hoặc chai lọ. Mặc dù các trò chơi này có thể chơi mà không cần súng ánh sáng, nhưng việc sử dụng các phương thức thông thường hơn đã tỏ ra kém hiệu quả. Nói chung các game bắn súng ánh sáng thường có chủ đề hành động hoặc kinh dị, mặc dù một số trò chơi sau này sử dụng phong cách tự lấy chuẩn và hài hước hơn.
Các game bắn súng ánh sáng chủ yếu xoay quanh việc đi bắn số lượng lớn kẻ địch tấn công theo từng đợt. Nhân vật chính phải tự vệ bằng cách nấp, hoặc bắn phá các vũ khí ném vào, có thể gây sát thương cho bản thân, chẳng hạn như rìu hoặc lựu đạn. Tuy nhiên, người chơi cũng có thể thi đua với thời gian, một số trò chơi cũng có các trận đấu trùm. Game sẽ thưởng cho người chơi nếu bắn chính xác, kèm theo điểm cộng, tăng sức mạnh hoặc bí mật. Các trò chơi không bắt người chơi thi đấu đối kháng mà thay vào đó là các thử thách phức tạp, được xây dựng chủ yếu từ những vật vô tri vô giác, nhằm kiểm tra tốc độ và độ chính xác của người chơi. Các trò chơi thông dụng hơn thường có các loại thử thách dưới dạng minigame.
Các game bắn súng ánh sáng thường có tính năng di chuyển "on-rail", khiến người chơi không thể kiểm soát hướng mà nhân vật chính di chuyển đến; người chơi chỉ có quyền nhắm và bắn. Tuy nhiên, một số trò chơi cho phép nhân vật chính ẩn nấp chỉ bằng một nút nhấn. Các trò chơi không hoàn toàn chuyển động trên đường ray thì người chơi có thể tự do di chuyển nhân vật chính; những thứ xung quanh có thể là môi trường tĩnh. Các game bắn súng ánh sáng sử dụng góc nhìn người thứ nhất để nhắm mục tiêu, mặc dù một số trò chơi cho phép người chơi chuyển sang góc nhìn người thứ ba để điều khiển nhân vật chính.

## Lịch sử

### Tiền thân của cơ khí và điện cơ (thập niên 1900 đến 1960)

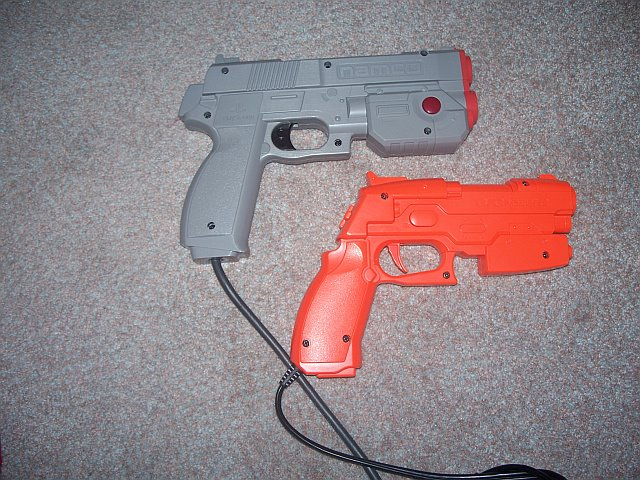
Súng ánh sáng GunCon phổ biến. Màu cam sáng đặc trưng cho bề ngoài trông như đồ chơi của hầu hết các loại súng ánh sáng, trong khi màu xám sát với thực tế hơn.

Trò chơi bắn súng đã tồn tại trong các trò chơi arcade trước khi xuất hiện các trò chơi điện tử. Trò chơi bắn súng trong các lễ hội đã có từ cuối thế kỷ 19. Trò chơi súng cơ lần đầu tiên xuất hiện trong các khu vui chơi giải trí của Anh vào khoảng đầu thế kỷ 20, và trước khi xuất hiện ở Mỹ vào thập niên 1920. Life Targets (1912) là một trò chơi "bắn súng điện ảnh bằng hình ảnh" của Anh và là một trò chơi điện ảnh tương tác cơ học, người chơi bắn vào một màn hình rạp chiếu phim hiển thị cảnh phim xuất hiện các mục tiêu. Những khẩu súng ánh sáng đầu tiên xuất hiện vào thập niên 1930, với khẩu Seeburg Ray-O-Lite. Các trò chơi sử dụng súng trường đồ chơi này là trò chơi cơ khí và súng trường bắn chùm ánh sáng vào các mục tiêu có dây cảm biến. Một trò chơi súng sau này của Seeburg Corporation là Shoot the Bear (1949), đã giới thiệu việc sử dụng các hiệu ứng âm thanh cơ học. Đến thập niên 1960, trò chơi súng cơ học đã phát triển thành trò chơi bắn súng cơ điện. Một ví dụ phức tạp thông dụng là Periscope (1965) của Namco và Sega, với các ví dụ khác như Captain Kid Rifle (1966) của Midway Manufacturing và Arctic Gun (1967) của Williams. Việc sử dụng một khẩu súng được gắn kèm xuất hiện trong một trò chơi cơ khí của Midway vào thập niên 1960.
Từ cuối thập niên 1960 đến đầu  thập niên 1970, Sega đã sản xuất các trò chơi bắn súng tương tự như trò chơi điện tử bắn súng góc nhìn thứ nhất, nhưng trên thực ra là các trò chơi điện cơ sử dụng phép chiếu hình ảnh từ phía sau tương tự như cách tạo những chuỗi hình ảnh nhằm mô phỏng các hình ảnh động chuyển động trên màn chiếu. Đó là một cách tiếp cận mới đối với các trò chơi súng mà Sega từng giới thiệu với Duck Hunt, bắt đầu thử nghiệm vào năm 1968 và phát hành tháng 1 năm 1969. Game có các mục tiêu chuyển động tự biến mất khỏi màn hình sau khi bắn trúng, hiệu ứng âm thanh điện tử thể rắn, và ghi điểm cao nếu có những cú bắn vào đầu. Game cũng có thể in điểm của người chơi ra một tấm vé và có thể điều chính âm lượng của các hiệu ứng âm thanh.

### Trò chơi bắn súng ánh sáng 2D và giả lập 3D (thập niên 1970 đến đầu thập niên 1990)
Súng ánh sáng trở nên phổ biến vào giữa thập niên 1980, với Duck Hunt (1984) của Nintendo là một ví dụ nổi tiếng. Vào cuối thập niên 1980, Operation Wolf (1987) của Taito đã góp phần phổ biến các game bắn súng đường sắt theo chủ đề quân sự. Operation Wolf có hình nền cuộn, mà sau đó Line of Fire (1989) của Sega còn tiến xa hơn nữa với hình nền giả lập 3D, được kết xuất bằng công nghệ arcade Sega Super Scaler, với các tính năng như có thể chơi 2 người, phần tiếp theo của Operation Wolf là Operation Thunderbolt cũng sử dụng tính năng này. Terminator 2: Judgment Day và Revolution X của Midway có tính năng cuộn của Operation Wolf kết hợp với tính năng 2 người chơi của Line of Fire và Operation Thunderbolt. Năm 1992, Lethal Enforcers của Konami đã phổ biến việc sử dụng các mô hình số hóa thực tế trong các game bắn súng ánh sáng, với các mô hình số hóa vẫn còn phổ biến trong thể loại này cho đến giữa thập niên 1990. SNK đã phát hành Beast Busters và Konami cũng phát hành Crypt Killer (Henry Explorers ở Nhật Bản), cả hai trò chơi đều thành công khi có thể chơi được 3 người.

### Súng ánh sáng 3D (giữa thập niên 1990 đến nay)
Virtua Cop của Sega phát hành cho máy arcade vào năm 1994 là một bước đột phá mới, game phổ biến việc sử dụng đa giác 3D trong các trò chơi bắn súng, và dẫn đến một "thời kỳ Phục hưng" đối với các game bắn súng arcade. Giống như Lethal Enforcers, game lấy cảm hứng từ bộ phim Dirty Harry của Clint Eastwood cũng như một quảng cáo cà phê, trong đó một lon cà phê bỗng lớn hơn khi vào tầm ngắm của một khẩu súng; trong Virtua Cop, người chơi phải bắn các mục tiêu tiếp cận càng nhanh càng tốt. Time Crisis nổi tiếng của Namco phát hành cho các máy arcade Nhật Bản vào năm 1995 và được chuyển sang hệ máy PlayStation của Sony vào năm 1996/1997, game giới thiệu những cải tiến như mô phỏng độ giật và bàn đạp chân, khi nhấn sẽ khiến nhân vật chính tự nấp. Bộ điều khiển súng ánh sáng của trò chơi là GunCon cũng được đánh giá cao. Namco cũng phát hành Gun Bullet cho các may arcade Nhật Bản vào năm 1994 và chuyển thành Point Blank cho PlayStation năm 1998, một trò chơi dựa trên mô hình 2D sprite có cấu trúc minigame độc đáo và giọng điệu hài hước kỳ quặc. Game được giới phê bình đánh giá cao và ra thêm hai phần tiếp theo, đều có trên máy arcade và máy PlayStation.
Các game bắn súng ánh sáng trở nên ít phổ biến hơn vào thập niên 2000, với các trò chơi như Raw Thrills' Target: Terror (2004) và ICE / Play Mechanix's Johnny Nero Action Hero (2004) trong thể loại được coi là "old school". Các game bắn súng ánh sáng đường sắt bắt đầu suy giảm vào cuối thập niên 1990 khi các game bắn súng góc nhìn thứ nhất (FPS) trở nên phổ biến hơn. Tuy nhiên, Incredible Technologies/Play Mechanix  đã phát hành Big Buck Hunter, một tựa game rất thành công và tạo ra hàng tấn phần tiếp theo và các bản port lên máy console. Sega cũng phát hành Ghost Squad vào năm 2004, là một game bắn súng ánh sáng thành công khác sử dụng súng máy độc đáo với độ giật thực tế và có thêm bộ kích hoạt để thực hiện những hành động như đầu hàng con tin hoặc cắt dây chính xác trên quả bom, trò chơi được cập nhật với tên Ghost Squad: Evolution vào năm 2007 và chuyển sang Wii vào năm 2007/2008, tương thích với Wii Zapper. Loạt Time Crisis và House of the Dead tiếp tục nhận được nhiều phần đánh giá cao, với cỗ máy arcade cho House of the Dead 4 Special (2006) sau này có màn hình lớn bao quanh người chơi, cũng như những chiếc ghế có thể xoay và rung. Một số trò chơi đã cố gắng kết hợp các yếu tố của trò chơi bắn súng góc nhìn thứ nhất hoặc trò chơi kinh dị sinh tồn bằng lối chơi hành động khám phá và ít hạn chế trong việc di chuyển nhân vật hơn, với các mức độ thành công khác nhau. Loạt game kinh dị súng ánh sáng thành công nhất là The House of the Dead, sự nổi tiếng của nó cùng với Resident Evil đã khiến thây ma trở lại thành xu hướng chủ đạo trong văn hóa đại chúng.
Tuy nhiên, nhằm kính trọng với lối chơi arcade của thập niên 1990, thậm chí mang phong cách có phần nhại lại. Súng ánh sáng không tương thích với TV độ nét cao hiện đại, khiến các nhà phát triển phải thử nghiệm với bộ điều khiển lai, đặc biệt là với Wii Remote cho Wii, cũng như thiết bị ngoại vi GunCon 3 của PlayStation 3 sử dụng với Time Crisis 4. Ngoài ra còn có thể sử dụng hệ thống điều khiển chuyển động PlayStation Move.